# Hyde Park (Chicago)
Pour les articles homonymes, voir Hyde Park (homonymie).

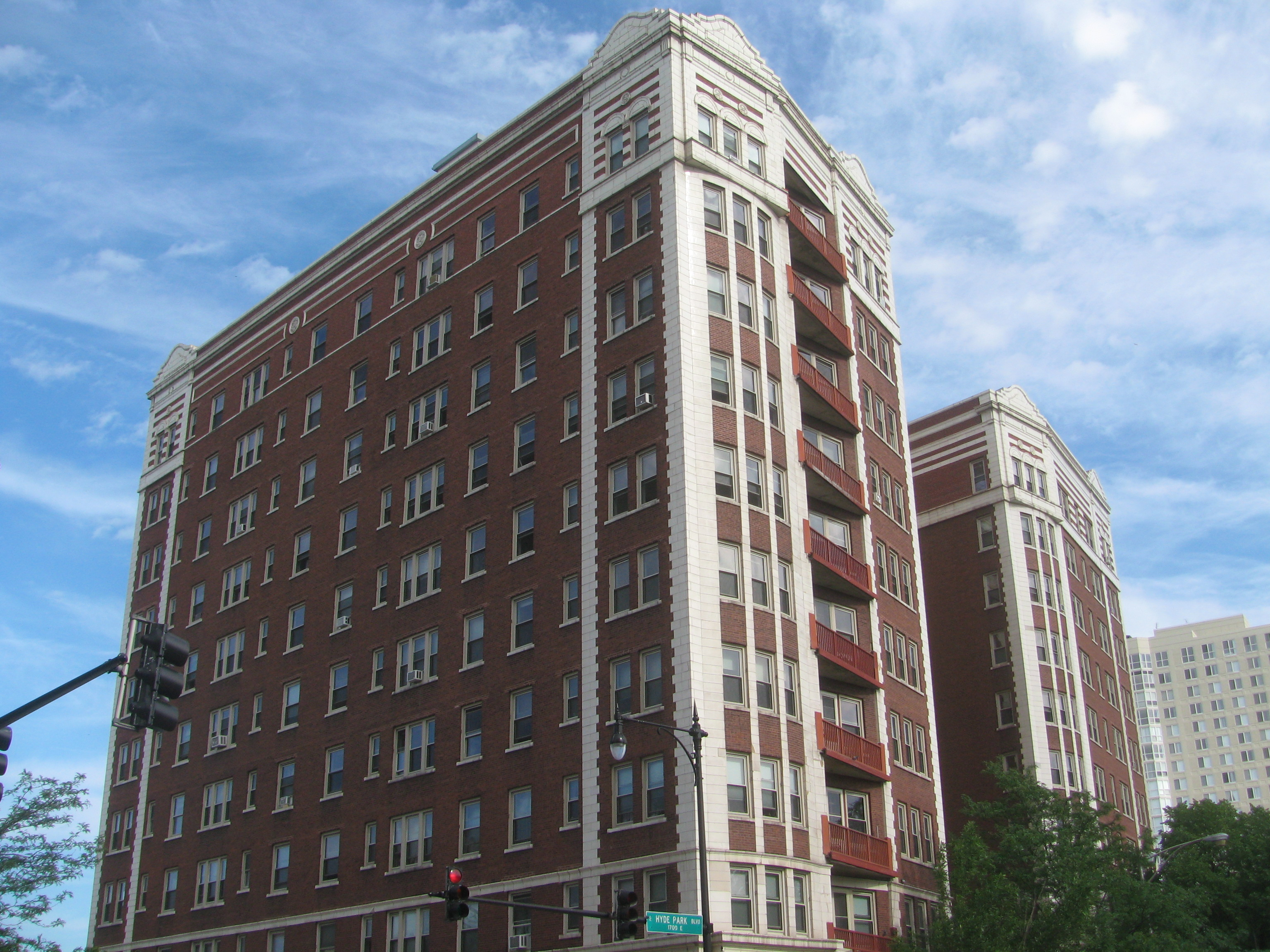
Immeubles résidentiels dans le secteur de Hyde Park.

Situation de Hyde Park dans la ville de Chicago.

Hyde Park est l'un des 77 secteurs communautaires de la ville de Chicago aux États-Unis. Il se situe dans le South Side de la ville, à quelques kilomètres au sud de Downtown, sur les bords du lac Michigan. La prestigieuse Université de Chicago et le musée des Sciences et de l'Industrie se trouvent dans ce secteur.

## Histoire
À la fin du XIXe siècle, les familles les plus riches de Chicago possédaient des résidences d'été, au bord du lac : certains des résidents les plus célèbres furent Julius Rosenwald, le fondateur des magasins Sears ou encore Paul Cornell, un avocat, spéculateur immobilier et fondateur de Hyde Park. En 1892, la construction de l’université de Chicago est financée par John Rockefeller. Le quartier abrita l'Exposition universelle de 1893 qui attira 27 millions de visiteurs.
Alors que dans les années 1950, le « nettoyage des taudis » environnants (slum clearance) provoqua un afflux de population noire vers Hyde Park au moment où la Cour suprême déclara illégal le refus de vente ou de location motivé par la race du demandeur. Une partie des populations aisées vivant dans le quartier entreprit de déménager.
En réaction, l'Université de Chicago mit sur pied, par l’intermédiaire de la Hyde Park Kenwood Community Conference, qu'elle contrôlait, et avec l'aide de la municipalité de Chicago, un programme de « rénovation » du quartier fondé sur la destruction des immeubles d’habitation de bas niveau et l'expulsion de leurs locataires, pauvres et généralement noirs. L’université fit également pression sur les banques et les compagnies d’assurances pour que celles-ci n’accordent pas de prêts aux propriétaires indésirables et ne renouvellent pas volontiers leurs polices d’incendie. Entre 1960 et 1970, le nombre des logements à Hyde Park baissa de 20 % et le nombre des Noirs de 40 %.
Entre 1960 et 1990, la valeur moyenne d’un logement a Hyde Park a progressé de 168 %, l’augmentation des prix constituant un moyen de « préserver le quartier ».

## Population
D’après le recensement de 2000, 44 % des 30 000 habitants du quartier sont blancs, et 38 % sont noirs. Le revenu moyen annuel est de 45 000 dollars, soit environ 35 000 euros. Louis Farrakhan est un résident célèbre du quartier.
Les habitants de Hyde Park ont voté à 80 % pour le démocrate John Kerry à l’élection présidentielle américaine de 2004.

## Lieux remarquables
- Université de Chicago
- Musée des sciences et de l'industrie
- DuSable Museum of African American History
- Robie House, une maison conçue par l'architecte Frank Lloyd Wright, inscrite au  National Historic Landmark
- Harold Washington Park • Jackson Park • Promontory Point

## Personnalités liées à ce quartier
- Virginia Brooks (1886 - 1929) suffragiste et femme politique américaine est née dans ce quartier.